# 周兴铭
周兴铭（1938年12月4日—），男，浙江余姚人，生于上海，中国计算机科学家和系统结构专家。中国科学院院士，中国银河系列超级计算机主要研制者之一，“银河—Ⅱ”总设计师，人称“中国巨型计算机之父”。现任同济大学软件学院院长。

## 生平
1956年8月考入军事工程学院。1961年毕业，并留校任教。1970年随学校南迁到长沙工作。
1986年任教授。1987年至1993年任国防科技大学计算机研究所总工程师，1994年至1996年任国防科技大学研究生院副院长，1997年任并行与分布处理国防科技重点实验室学术委员会主任，国防科技大学计算机学院顾问。